# 유신십걸
유신십걸(일본어: 維新の十傑)은 도막·메이지 유신에 공헌한 지사들 중 막신이 아닌 주요 10명의 인사를 나타내는 용어다.

## 십걸

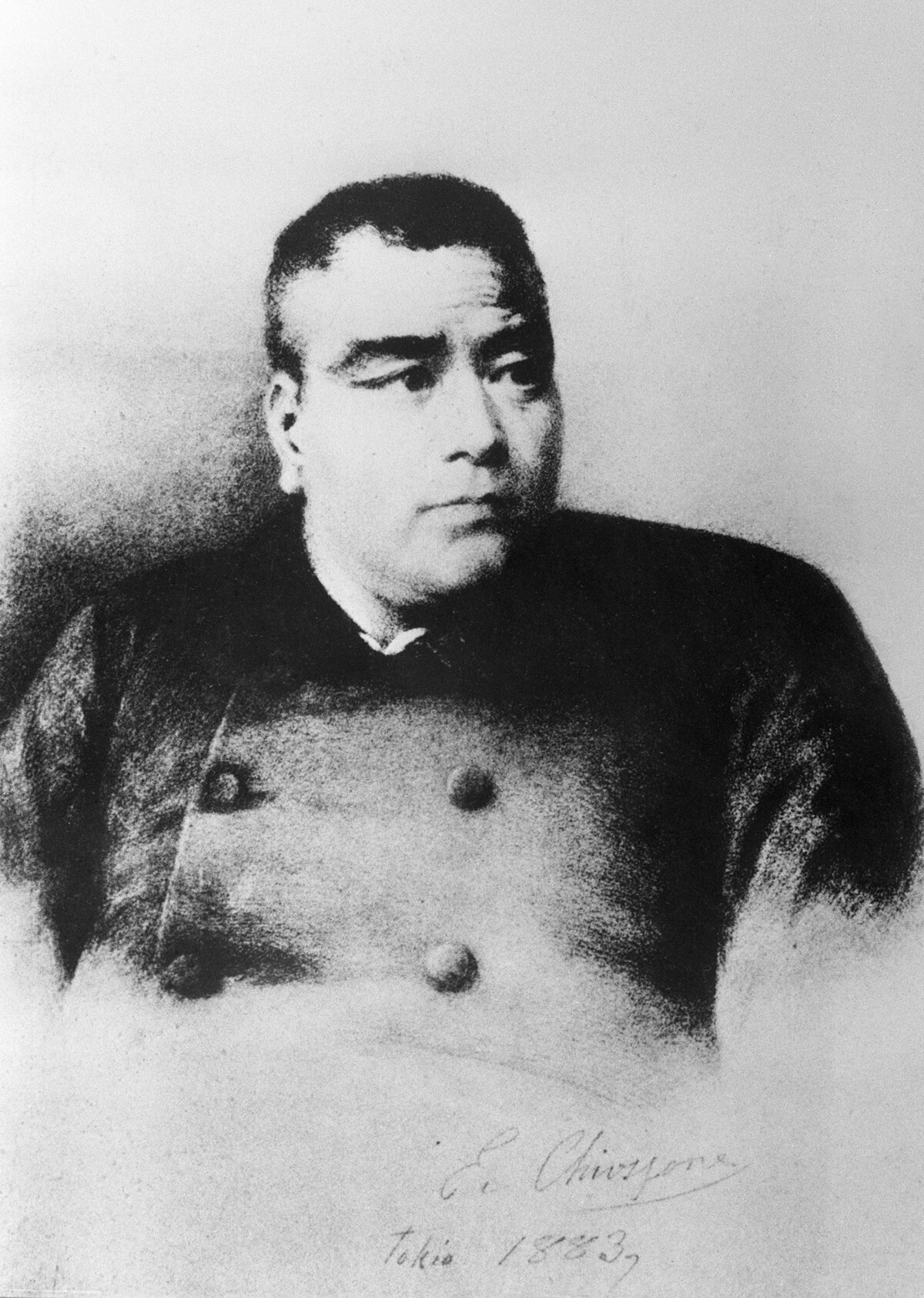
사이고 다카모리(사쓰마번)
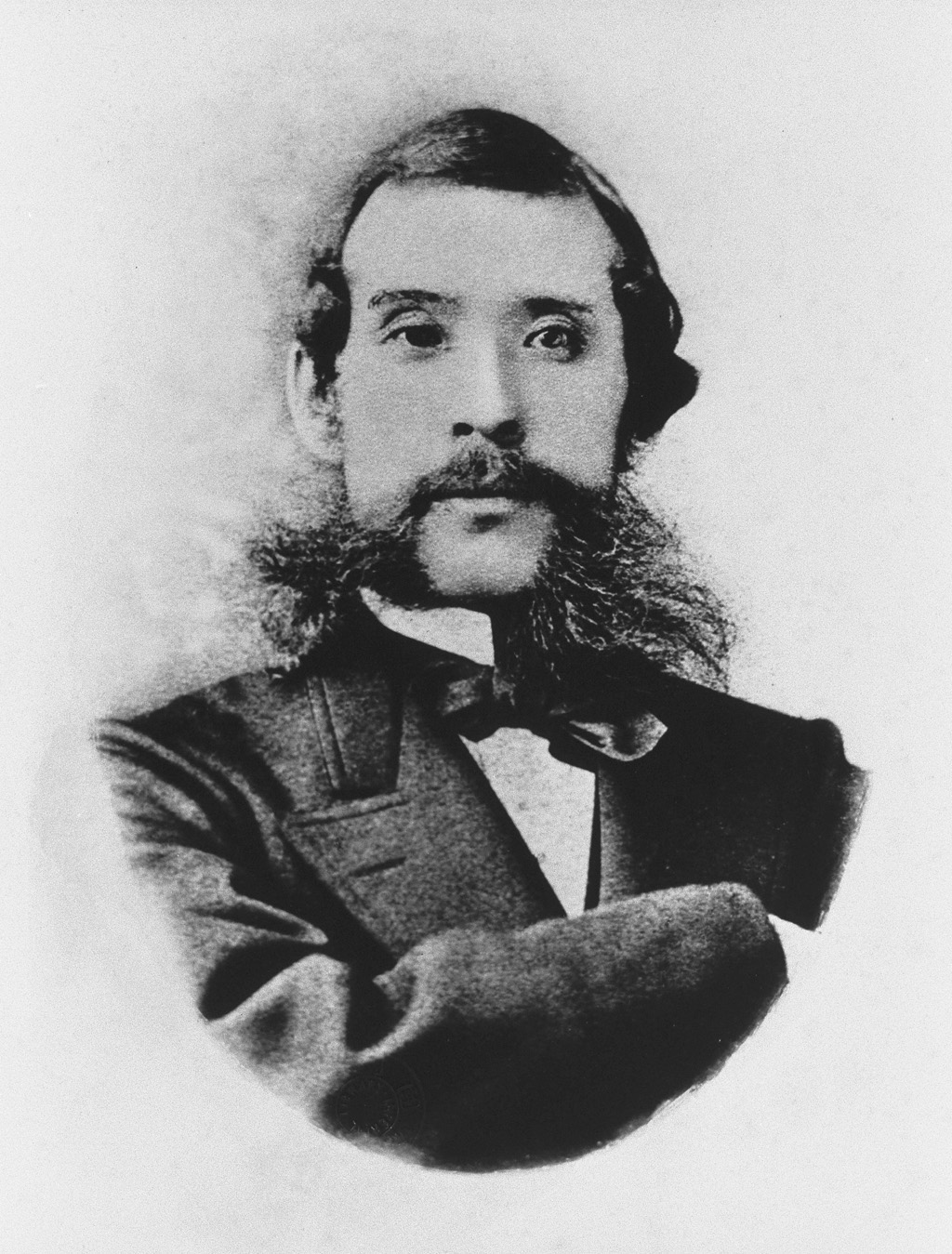
오쿠보 도시미치(사쓰마번)
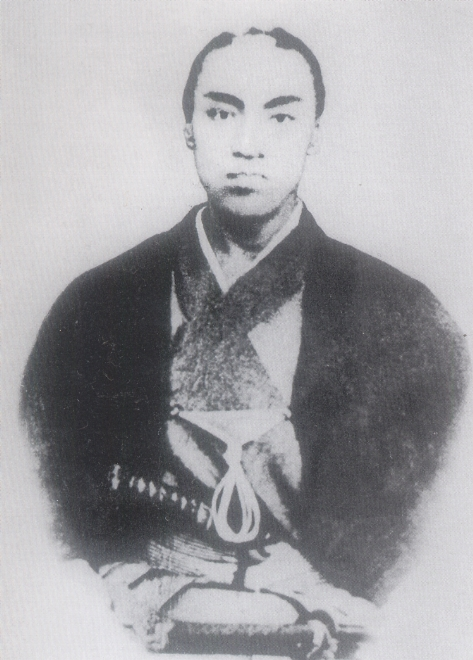
고마쓰 다테와키(사쓰마번)
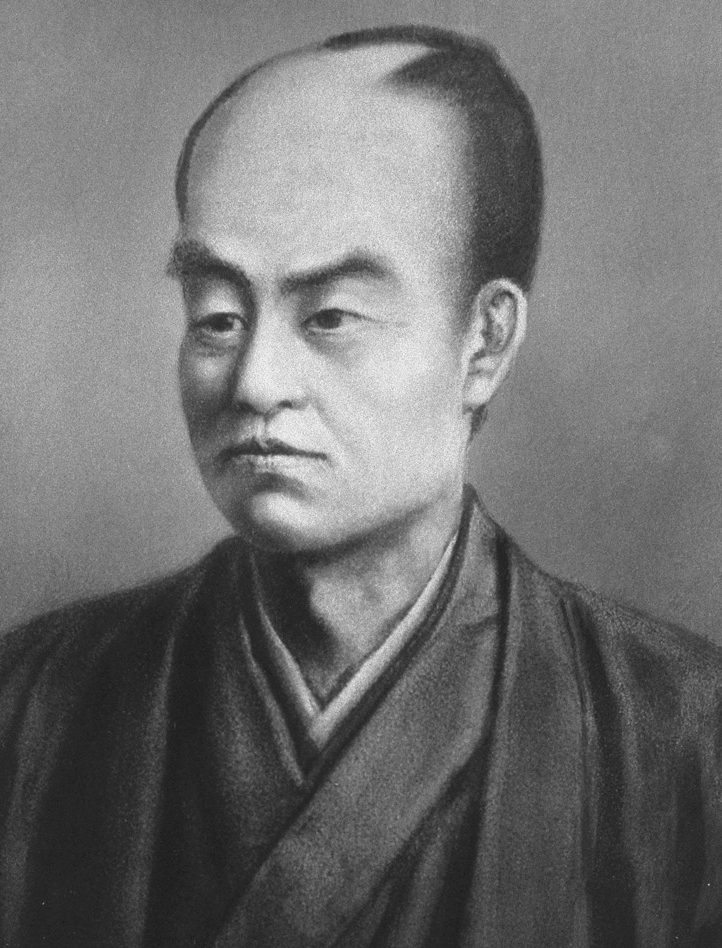
오무라 마스지로(조슈번)
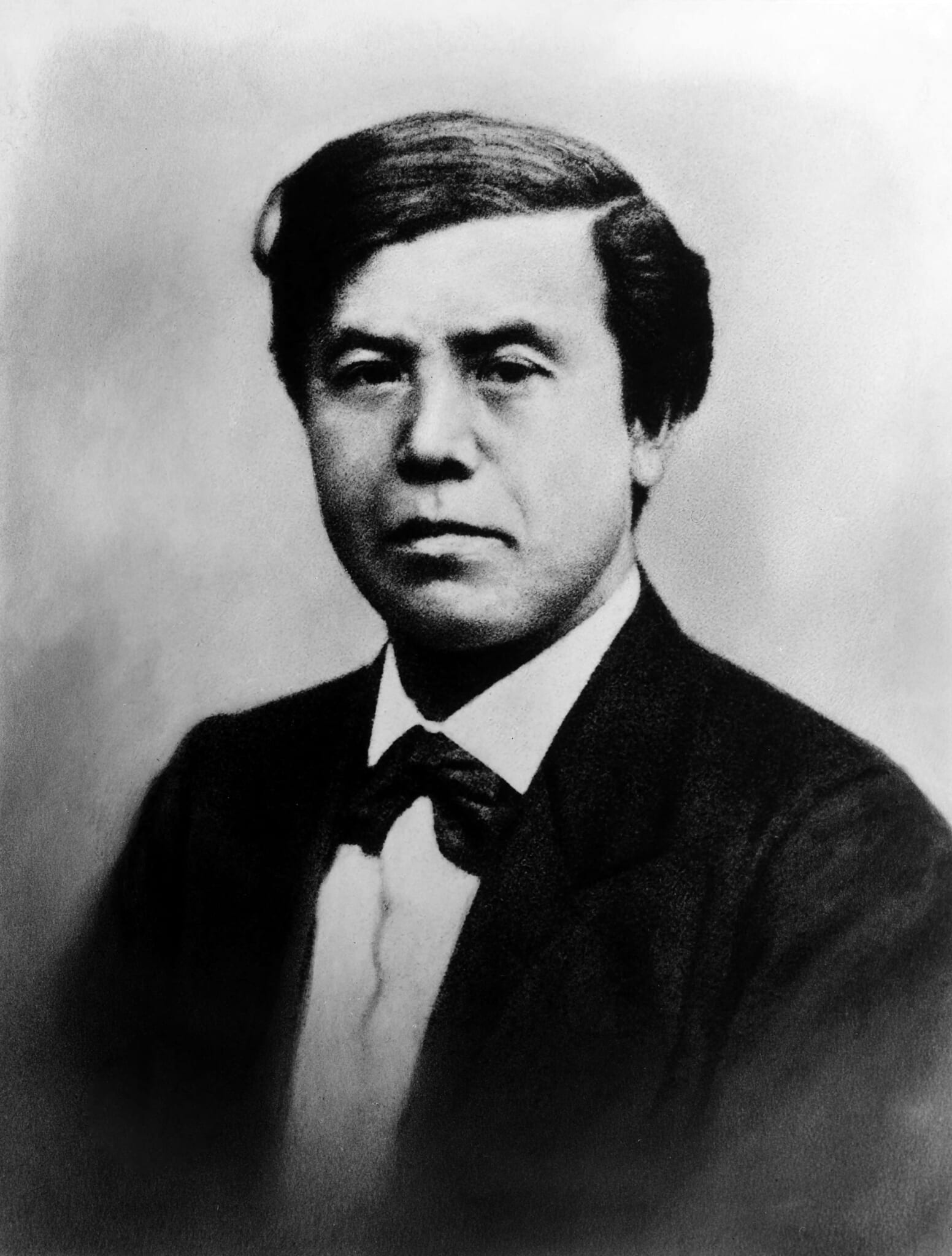
기도 다카요시(조슈번)
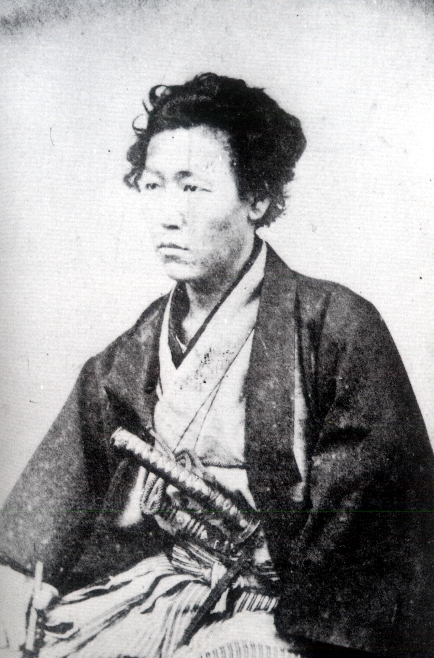
마에바라 잇세이(조슈번)
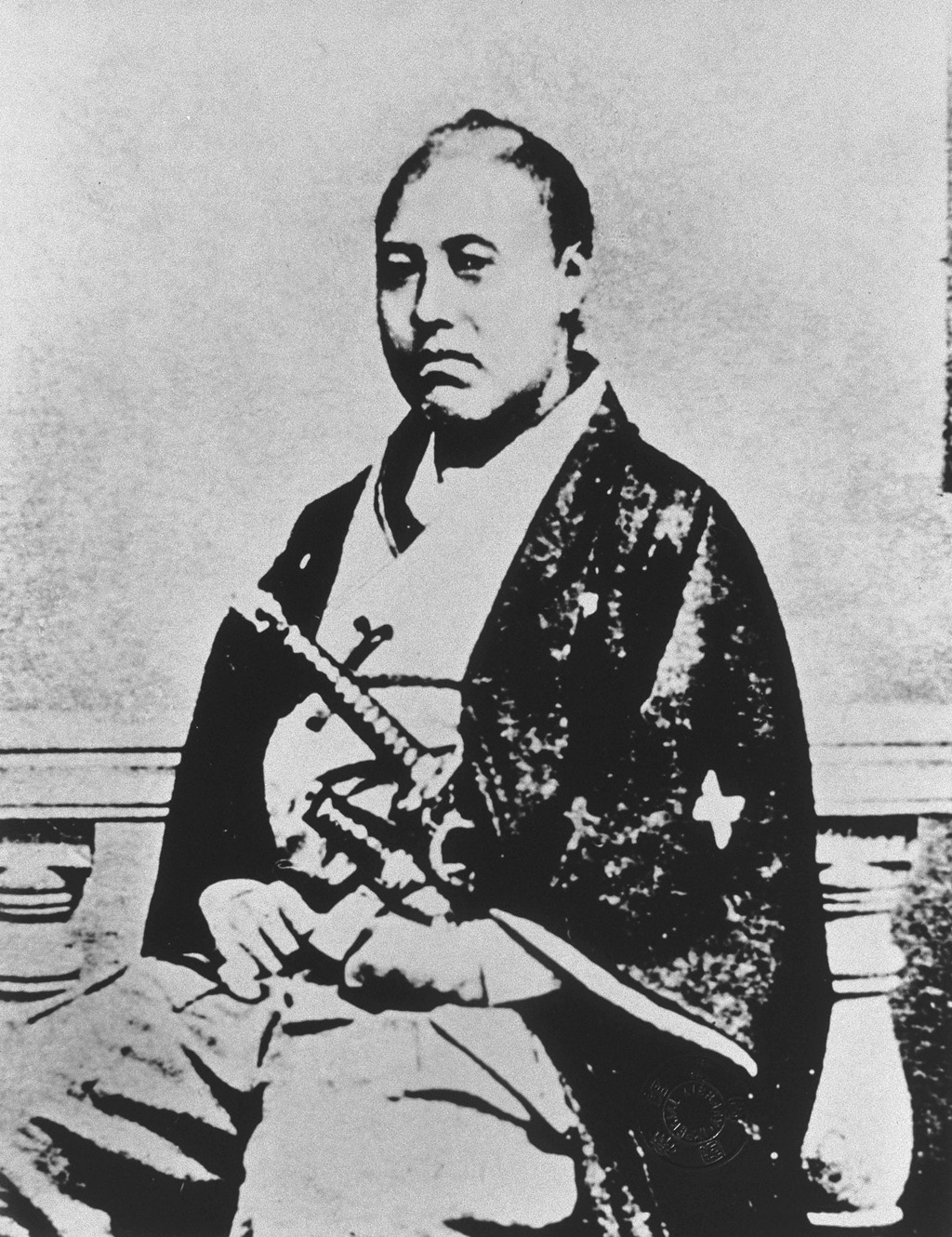
히로사와 사네오미(조슈번)
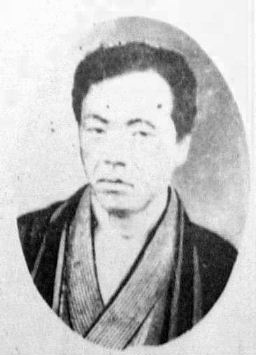
에토 신페이(히젠번)
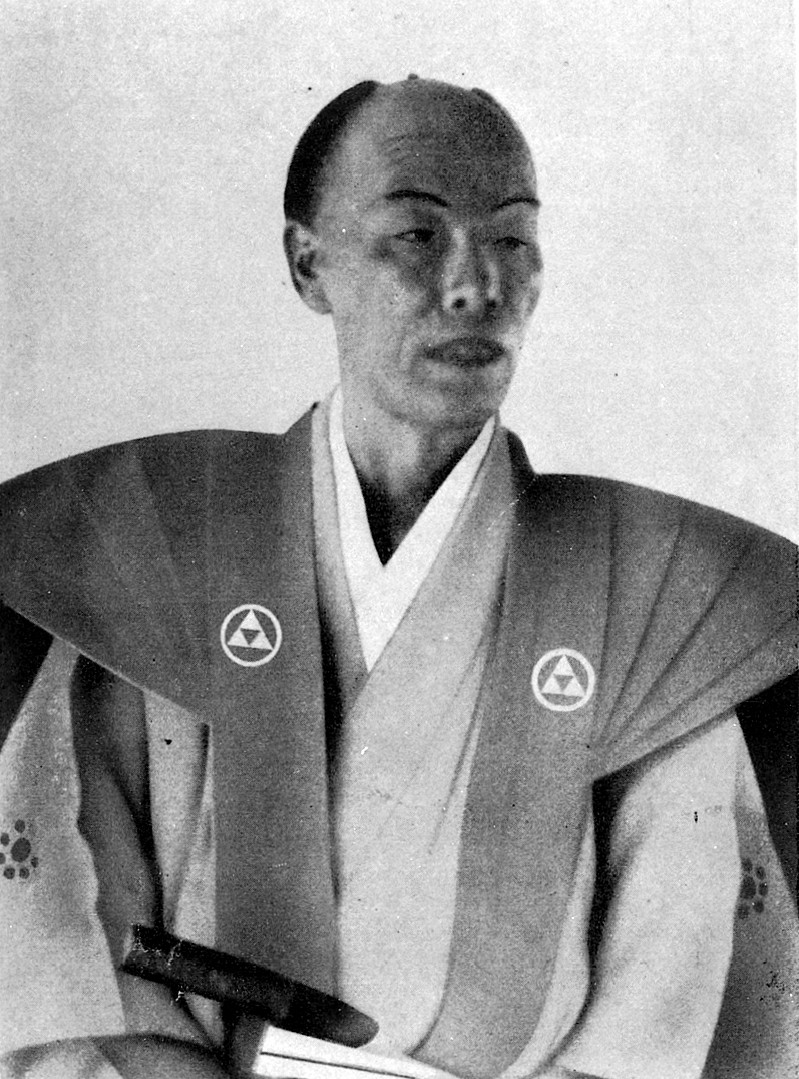
요코이 쇼난(히고번)
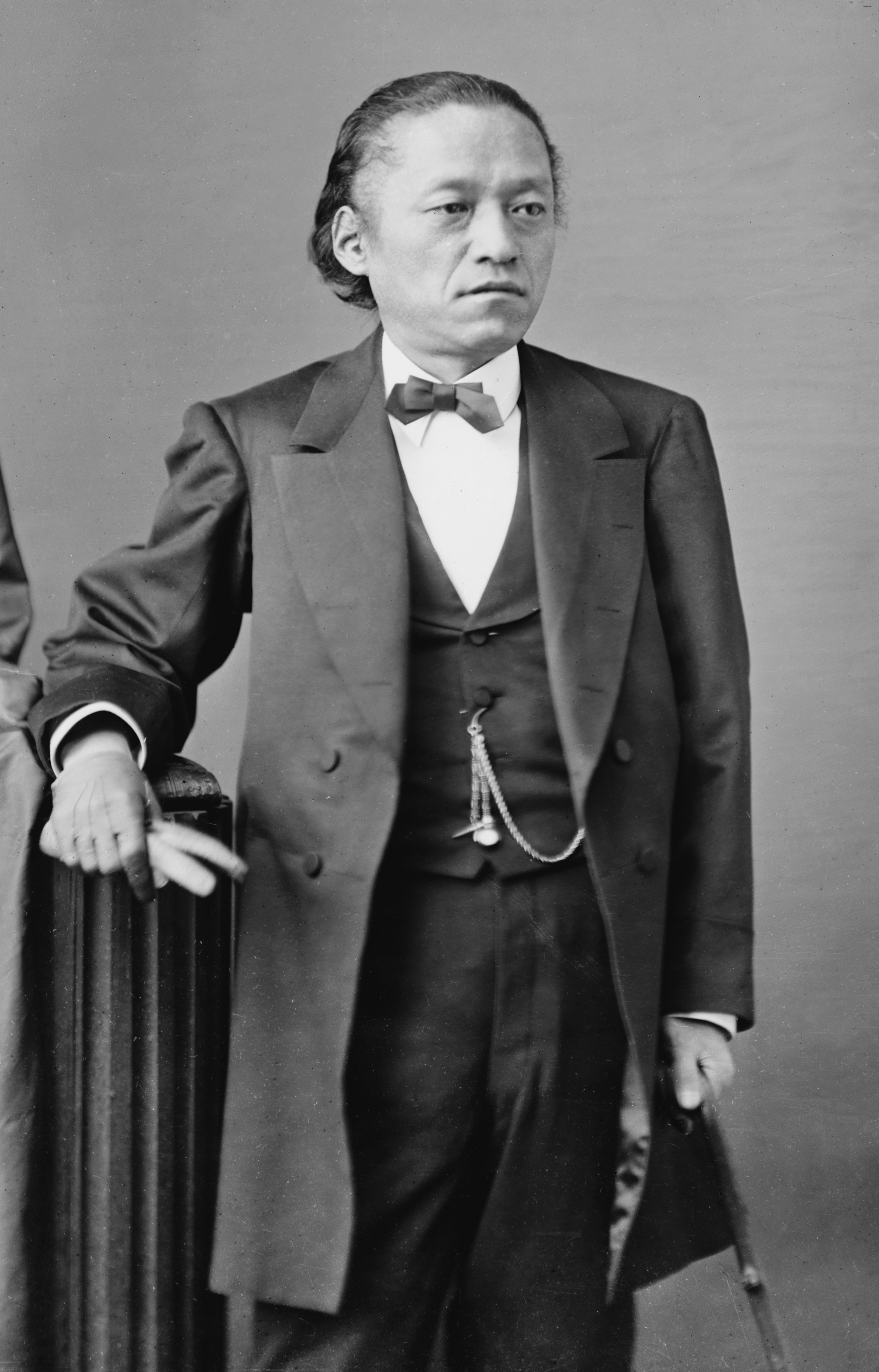
이와쿠라 도모미(공가)

## 같이 보기
- 유신삼걸
- 상전록